# Nigel Wyatte
Nigel Wyatte (né le 27 décembre 1981 à Staten Island, New York) est un joueur de basket-ball évoluant aux postes de pivot ou d'ailier fort.

## Carrière professionnelle
Après avoir joué quelques saisons en Espagne et aux Pays-Bas, Nigel Wyatte arrive en France en août 2008, au sein d'un Paris-Levallois Basket tout juste relégué en Pro B.
Il est un des acteurs majeurs de la remontée immédiate en jouant au poste de pivot en rotation de Michel Jean-Baptiste Adolphe (12,4 points et 6,3 rebonds en 29 minutes).
Malheureusement jugé trop frêle pour un pivot de Pro A, il n'est pas prolongé et resigne un an en Pro B à l'ESSM Le Portel, où il finit avec des statistiques de 13,3 points et 6,6 rebonds en 28 minutes.
Fin juin 2010, il revient au Paris-Levallois Basket et découvre la Pro A en tant qu'ailier fort remplaçant.
Le 10 janvier 2011, après 8 défaites de rang en Pro A, le joueur quitte le Paris-Levallois Basket pour retourner finir la saison à l'ESSM Le Portel.
Le 6 janvier 2013, il rejoint le club de Bordeaux évoluant dans le championnat français de la Pro B, il y retrouve son ancien coéquipier du Portel, Rochel Chery.

## Clubs
- 2004-2006 : Cape Holland Den Helder (Pays-Bas)
- 2005-2006 : CB Ponteverda (LEB2)
- 2005-2006 : Bruesa GBC (LEB)
- 2006-2007 : CB Plasencia Galco (LEB2)
- 2007-2008 : CAI Huesca Cosarsa (LEB2)
- 2008-2009 : Paris-Levallois Basket (Pro B)
- 2009-2010 : Le Portel (Pro B)
- 2010-janvier 2011 : Paris-Levallois Basket (Pro A)
- janvier 2011-2012 : Étoile Sportive Saint-Michel Le Portel Côte d'Opale (Pro B)
- 2012-janvier 2013 : Staten Island Vipers (ABA)
- janvier 2013-2013 : Jeunes de Saint-Augustin Bordeaux Basket (Pro B)
- 2013-2014 : Saint-Quentin Basket-Ball (Pro B)